# كيث تاور
كيث تاور (بالإنجليزية: Keith Tower)‏ مواليد 15 مايو 1970 في ليبي، هو لاعب كرة سلة أمريكي سابق. يبلغ طوله 6 قدم 11 بوصة (2.1 م).

## المسيرة الاحترافية
لعب مع أورلاندو ماجيك من سنة 1993 إلى 1995، ثم لعب مع أسوسيان ديبورتيفا أتيناس في الدوري الأرجنتيني في موسم 1994–1995، ثم لعب مع لوس أنجلوس كليبرز في موسم 1995–1996، ثم لعب مع ميلووكي باكز في سنة 1996، ثم لعب مع نادي كانتابريا لكرة السلة في الدوري الإسباني في موسم 1998–1999.

## روابط خارجية
- كيث تاور على موقع إن بي أي (الإنجليزية)
- كيث تاور على موقع سبورتس رفرنس (الإنجليزية)
- كيث تاور على موقع الدوري الإسباني لكرة السلة (الإسبانية)
- كيث تاور على موقع كرة السلة الأوروبية.كوم (الإنجليزية)
- كيث تاور على موقع كلية كرة السلة في سبورتس رفرنس.كوم (الإنجليزية)
- كيث تاور على موقع ريلجم (الإنجليزية)
- كيث تاور على موقع بروبوليرز (الإنجليزية)
- كيث تاور على موقع سبورتس رفرنس (الإنجليزية)